# 帕利特·廷通
帕利特·廷通（羅馬化：Parit Timthong，1996年12月8日—），小名Parit，出生於泰國，為泰國新生代男演員及模特。代表作為《我的秘密新娘》，現為泰國第3電視台旗下藝人。

## 生平
Parit於1996年12月8日出生於泰國。大學畢業於泰國農業大學的工程學院。

## 演藝經歷
Parit是在知名經紀人素帕猜·斯里維吉（Ae）的力薦之下進入演藝圈。
2019年在戲劇《我的秘密新娘》中首度亮相，飾演督察Padet，並與女星琳拉達·考布瓦賽（Pie）飾演一對情侶，獲得廣大凡響。
2021年，睽違兩年於戲劇《救救我鬼先生》中扮演Khetkhan一角。

## 影視作品

### 電視劇
| 首播年份 | 戲名                 | 戲名   | 播放平台    | 角色     | 備註 |
| 首播年份 | 譯名                 | 原文名 | 播放平台    | 角色     | 備註 |
| 2019年   | 《我的秘密新娘2019》 |        | Ch3Thailand | Padet    | 主演 |
| 2021年   | 《救救我鬼先生》     |        | Ch3Thailand | Khetkhan | 主演 |
| 2022年   | 《皇家項鍊》         |        | Ch3Thailand | Sala     | 客串 |
| 2023年   | 《醫愛之名》         |        | Ch3Thailand | Padet    | 客串 |

### 網路劇
| 首播年份 | 戲名           | 戲名   | 播放平台 | 角色 | 備註 |
| 首播年份 | 譯名           | 原文名 | 播放平台 | 角色 | 備註 |
| 2024年   | 《千萬別回家》 |        | Netflix  |      | 配角 |

## 外部連結
- 帕利特·廷通的Instagram帳戶（泰文）